# Koninklijke Nederlandse Atletiek Unie
La Koninklijke Nederlandse Atletiek Unie (KNAU, in italiano Reale Federazione Olandese di Atletica leggera, nota come Atletiekunie) è una federazione sportiva che ha il compito di promuovere la pratica dell'atletica leggera e coordinarne le attività dilettantistiche ed agonistiche nei Paesi Bassi.
Fu fondata nel 1901 e si affiliò alla World Athletics nel 1920. Ha sede ad Arnhem. È affiliata anche alla European Athletic Association e al Comitato Olimpico dei Paesi Bassi.